# Liste der schottischen Representative Peers

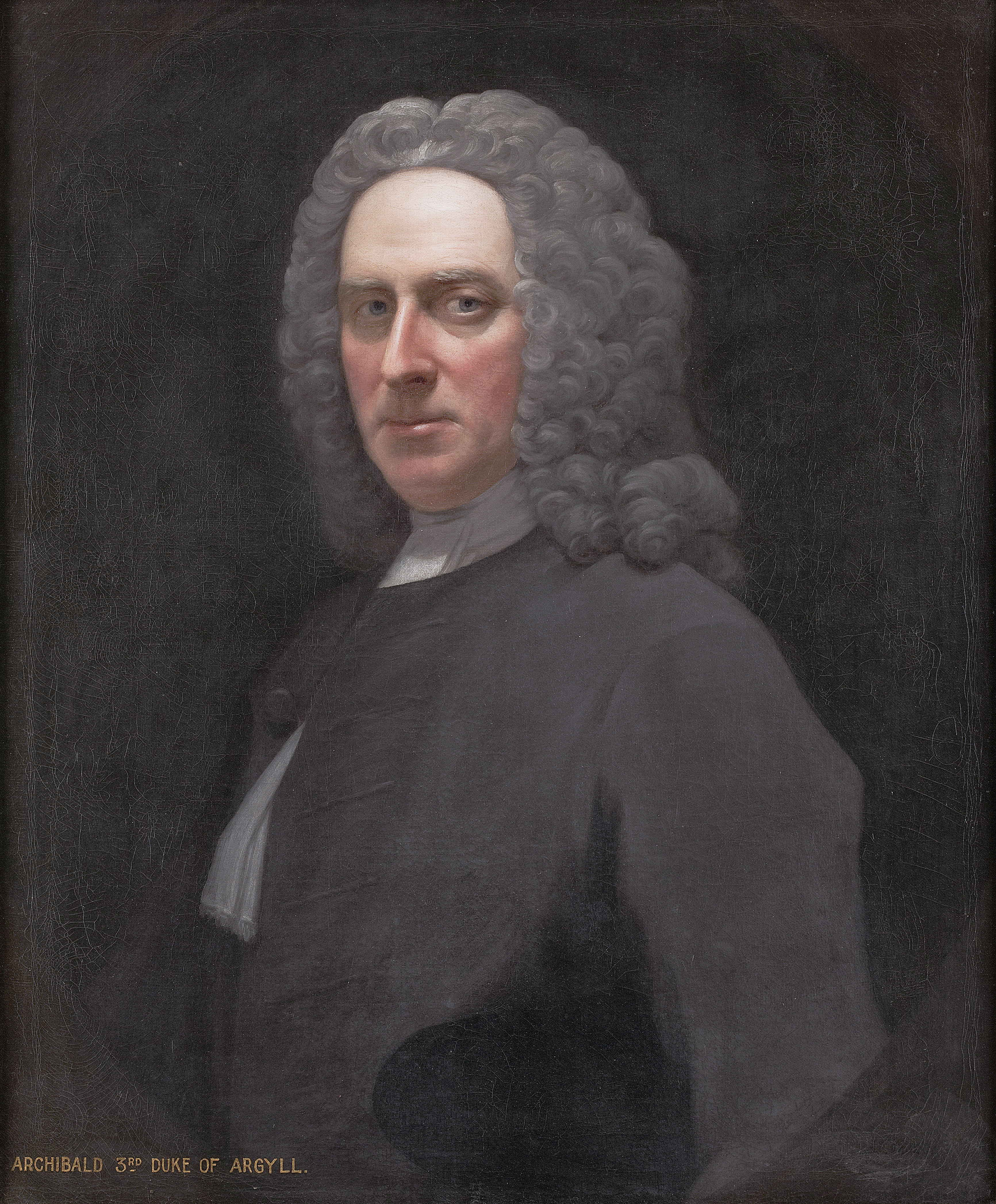
Archibald Campbell, 1. Earl of Ilay, später 3. Duke of Argyll, ein Scottish Representative Peer zwischen 1707 und 1713.

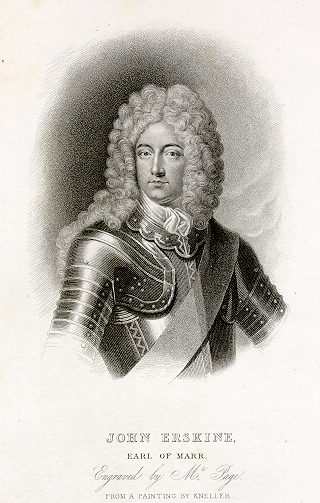
John Erskine, 23. Earl of Mar, ein Scottish Representative Peer zwischen 1707 und 1715.

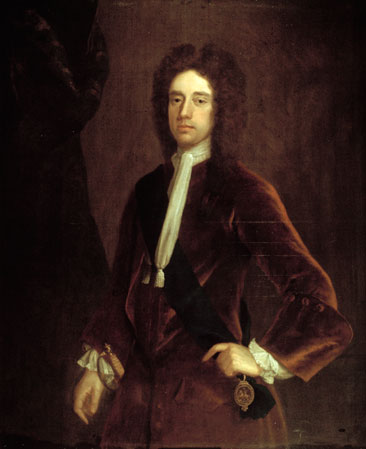
James Douglas, 2. Duke of Queensberry, ein Scottish Representative Peer zwischen 1707 und 1708.

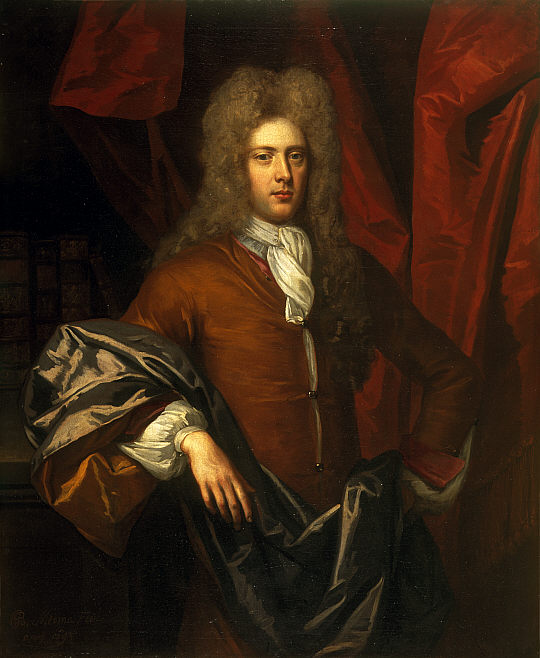
James Ogilvy, 1. Earl of Seafield, später 4. Earl of Findlater, ein Scottish Representative Peer zwischen 1707 und 1710, 1712 und 1715 und 1722 und 1730.

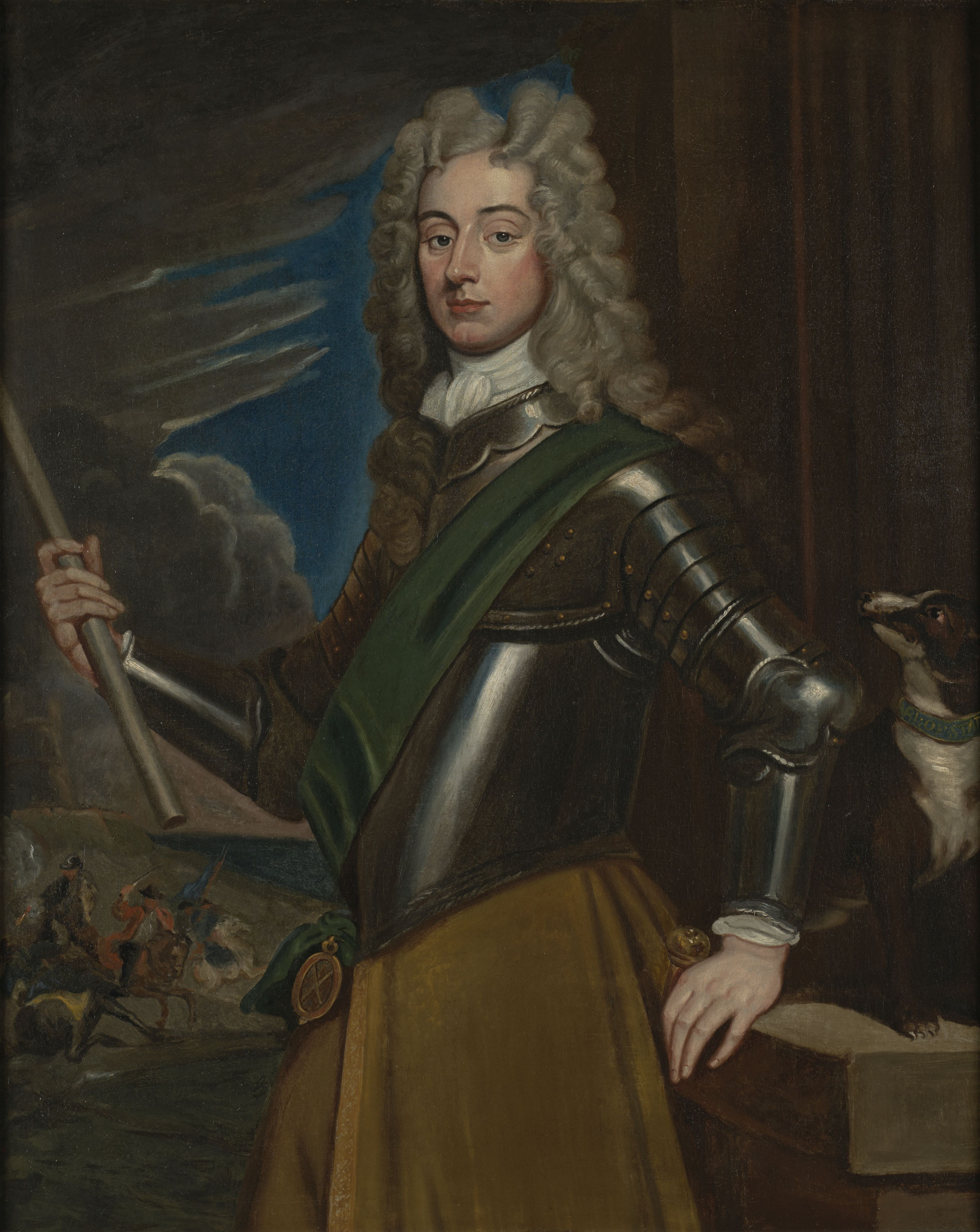
John Dalrymple, 2. Earl of Stair, ein Scottish Representative Peer zwischen 1707 und 1708, 1715 und 1734 und 1744 und 1747.

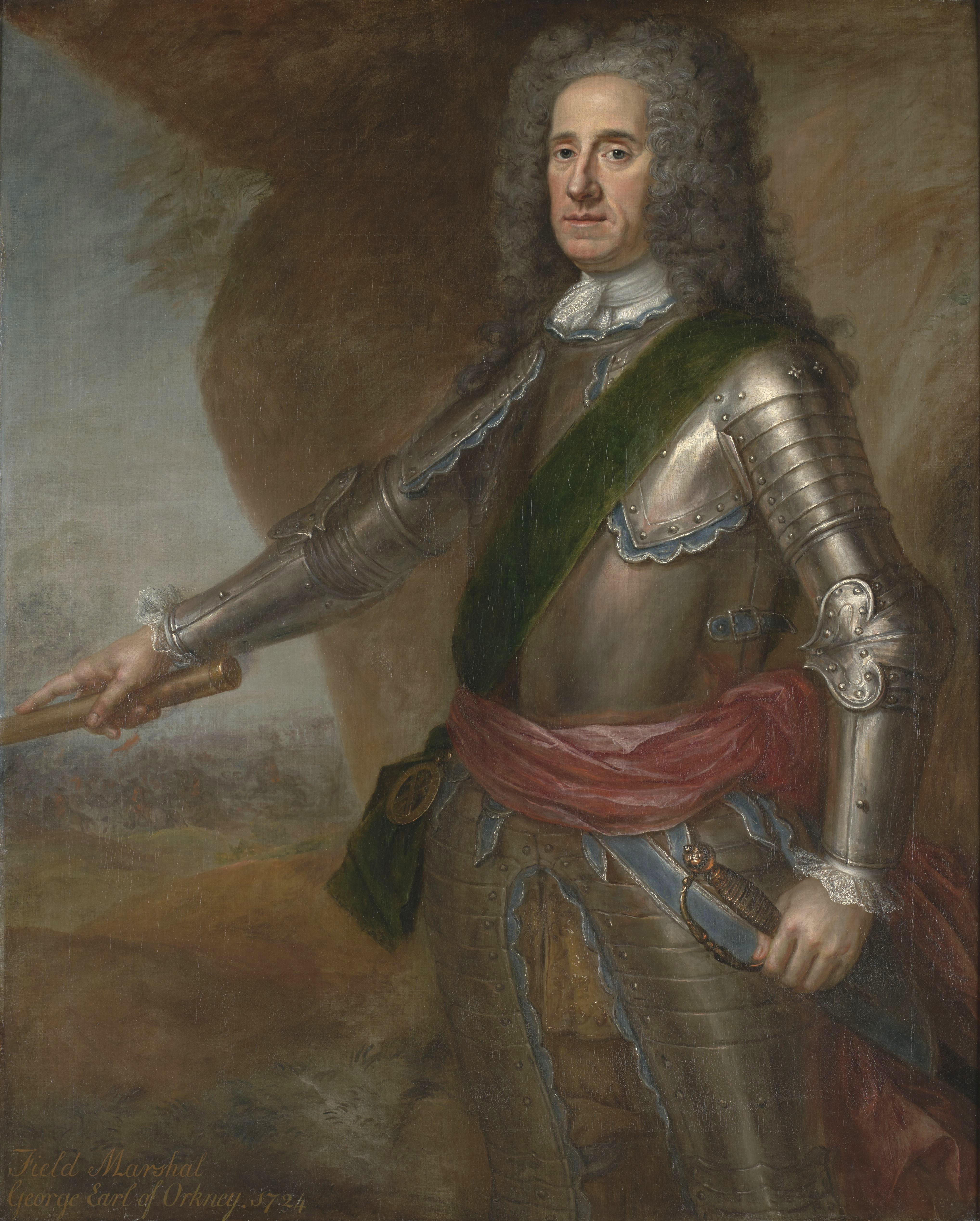
George Hamilton, 1. Earl of Orkney, ein Scottish Representative Peer zwischen 1708 und 1737.

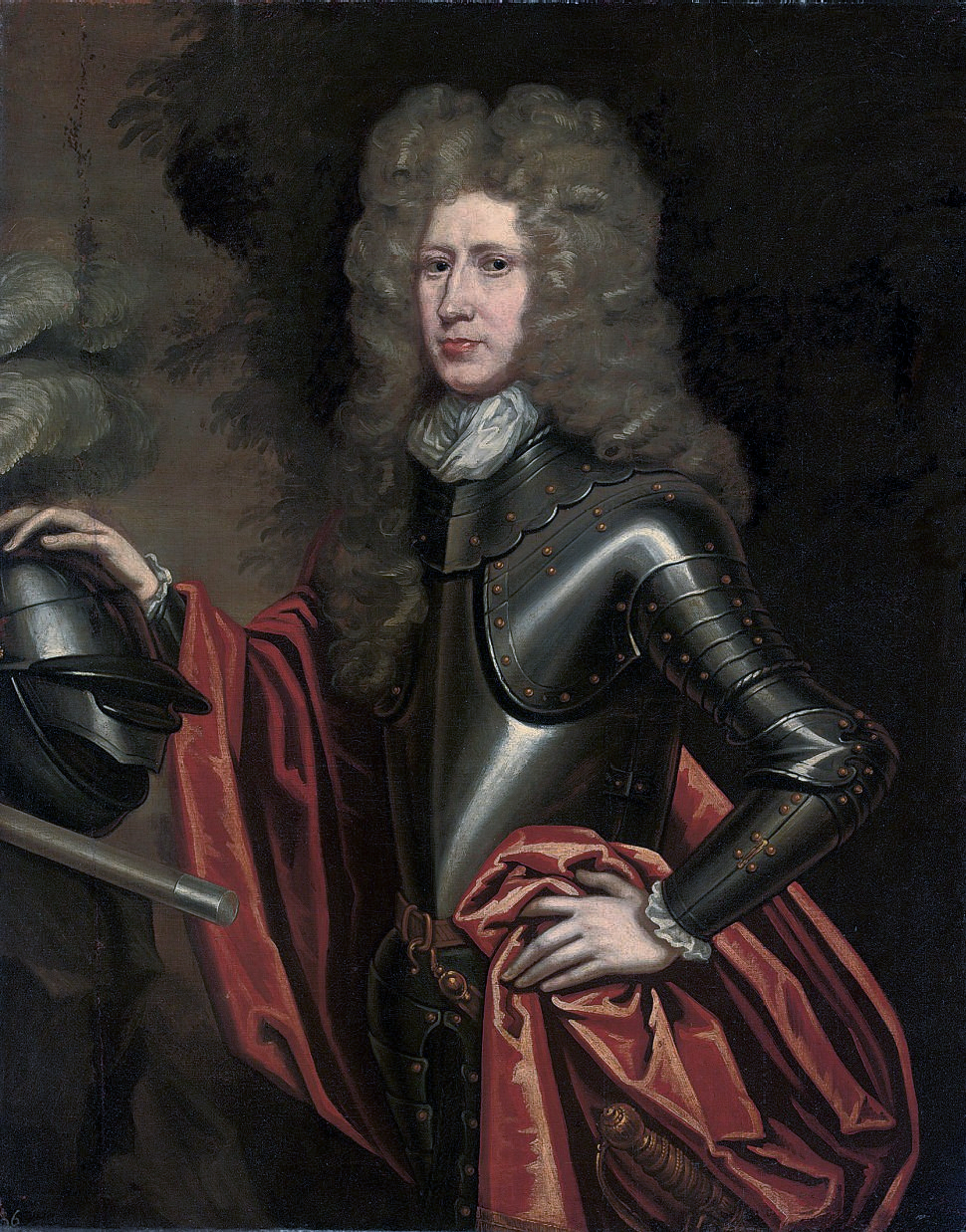
Wiliam Keith, 9. Earl Marischal, ein Scottish Representative Peer zwischen 1710 und 1712.

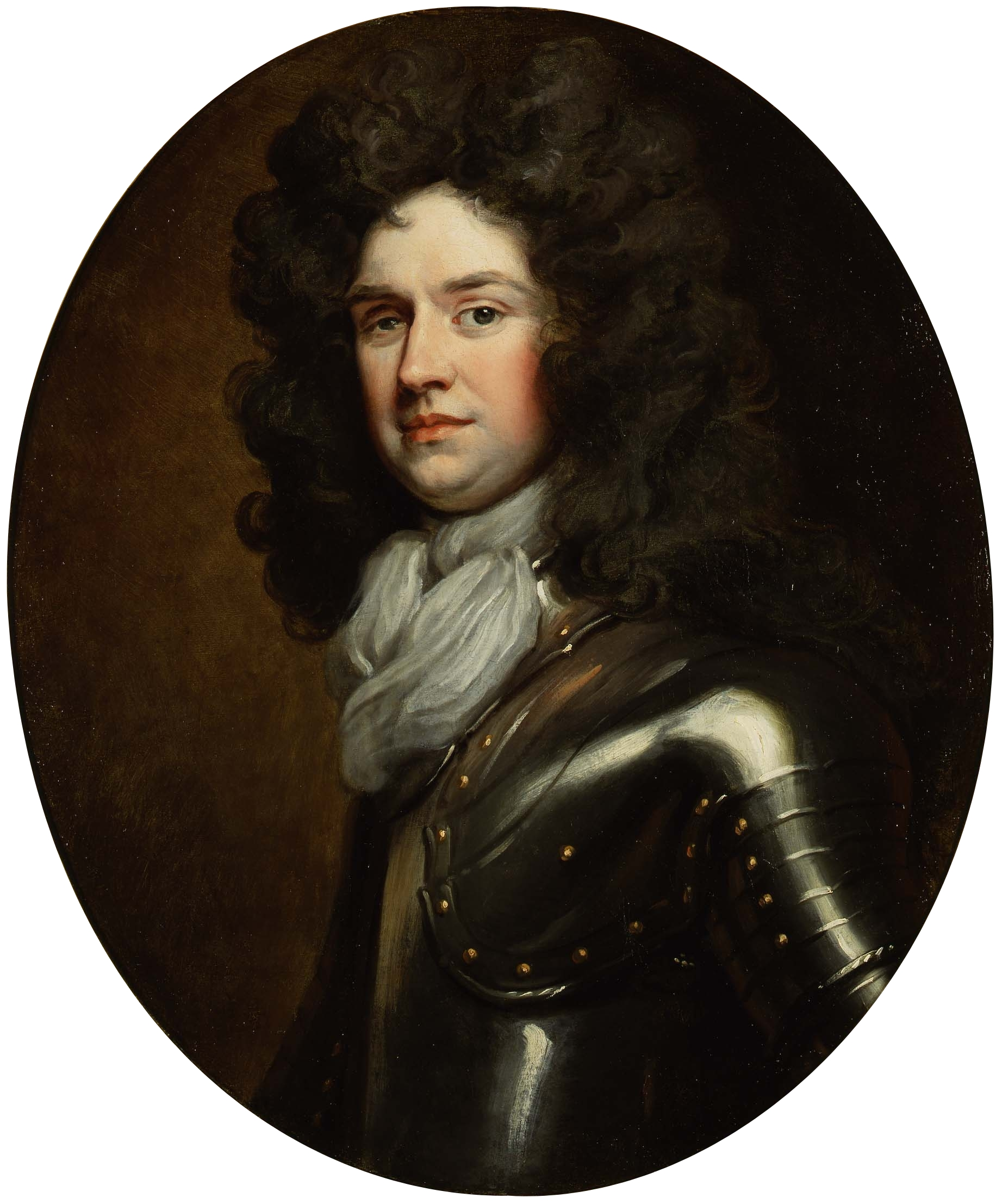
David Colyear, 1. Earl of Portmore, ein Scottish Representative Peer zwischen 1713 und 1715.

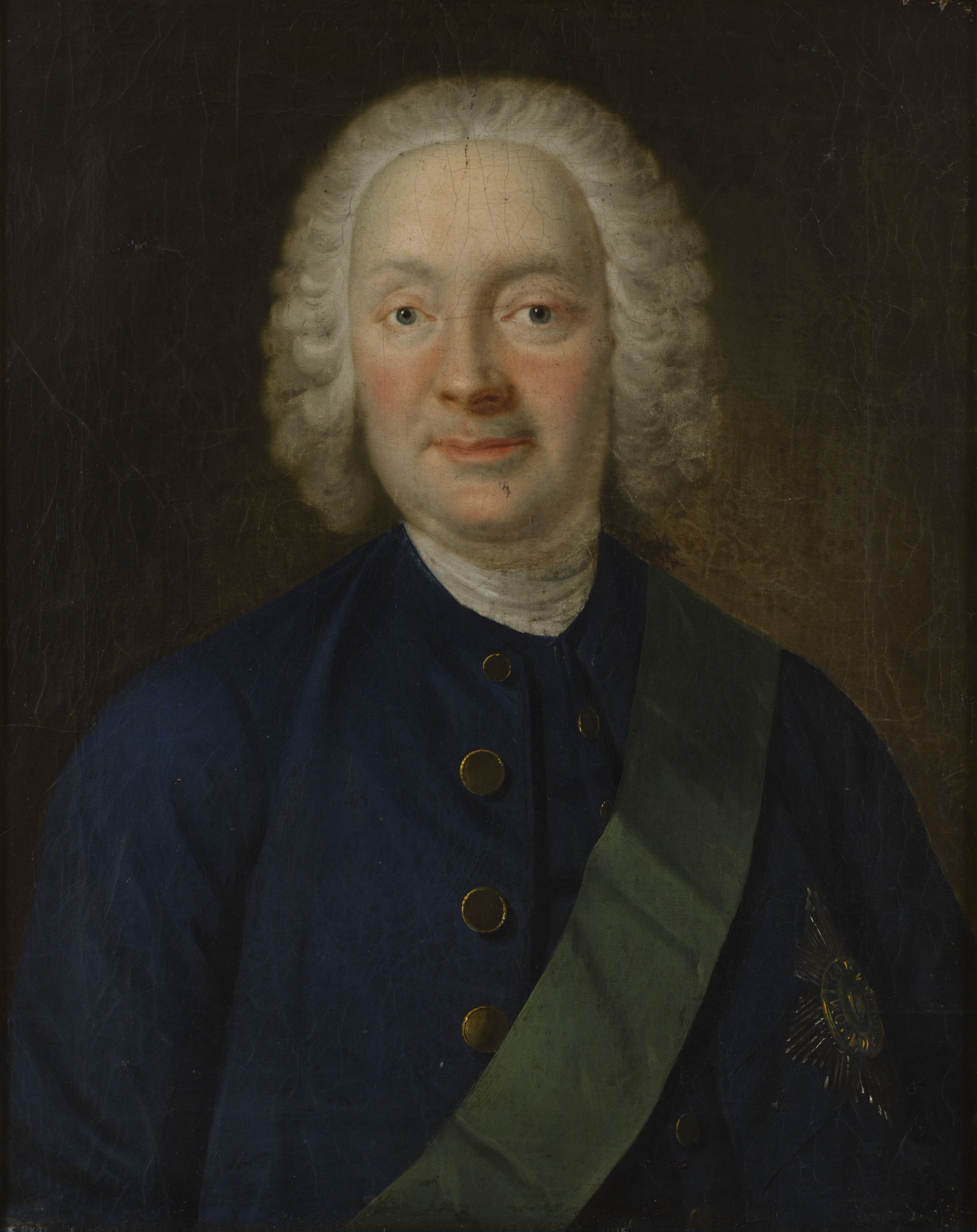
John Carmichael, 3. Earl of Hyndford, ein Scottish Representative Peer zwischen 1738 und 1767.

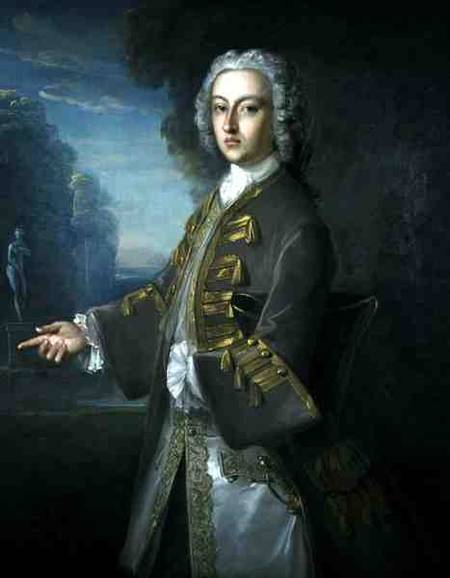
Cosmo Gordon, 3. Duke of Gordon, ein Scottish Representative Peer zwischen 1747 und 1752.

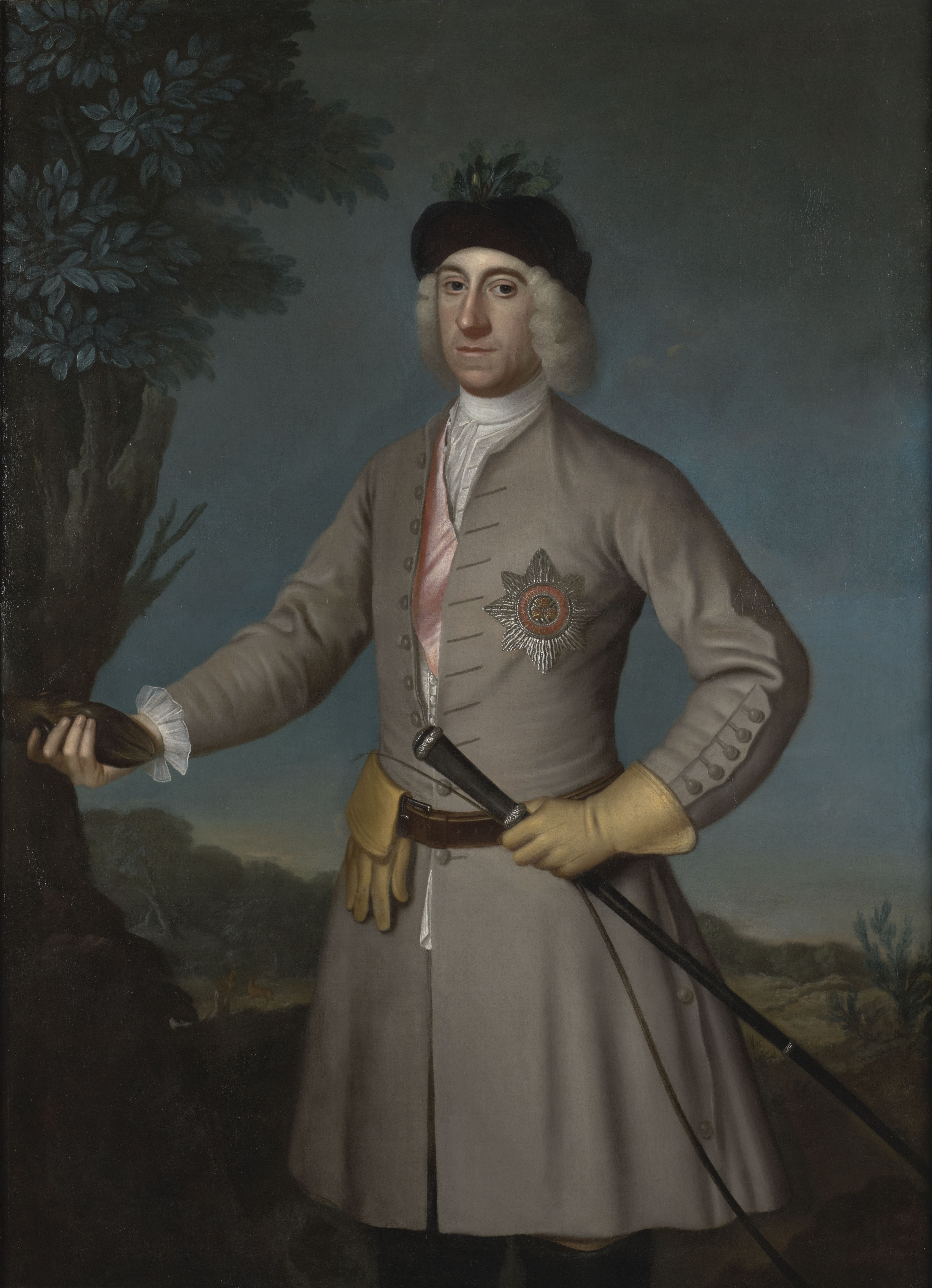
John Campbell, 3. Earl of Breadalbane and Holland, ein Scottish Representative Peer zwischen 1752 und 1768.

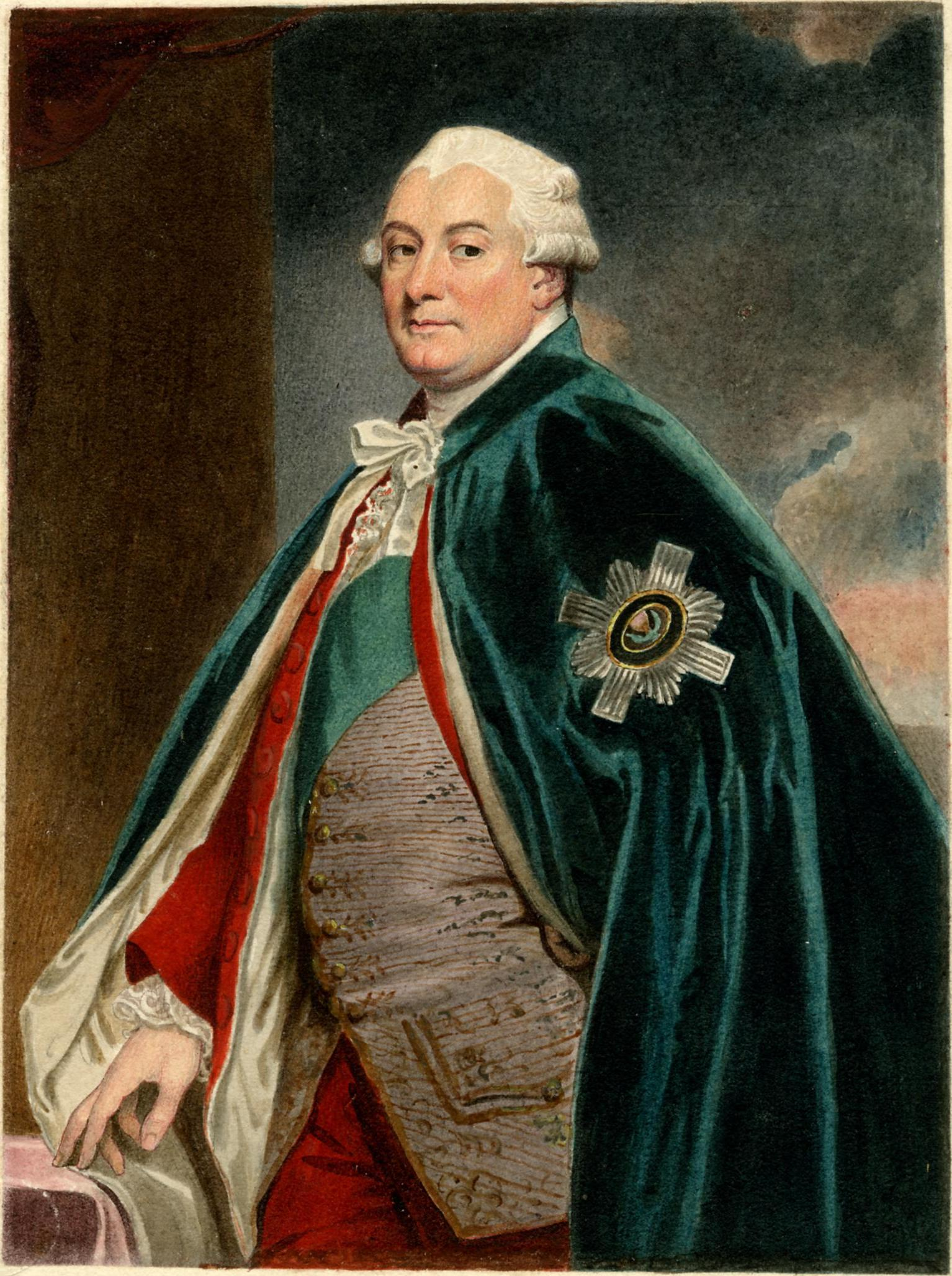
David Murray, 7. Viscount of Stormont, später 2. Earl of Mansfield, ein Scottish Representative Peer zwischen 1754 und 1796.

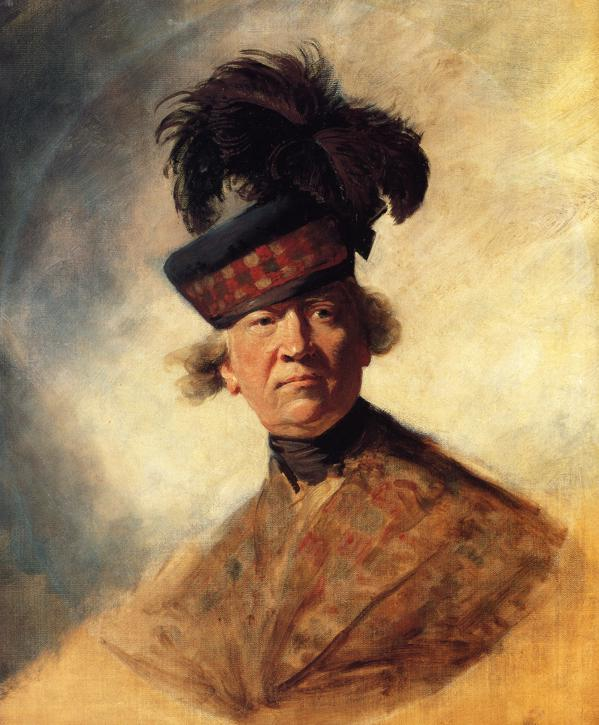
Archibald Montgomerie, 11. Earl of Eglinton, ein Scottish Representative Peer zwischen 1776 und 1796.

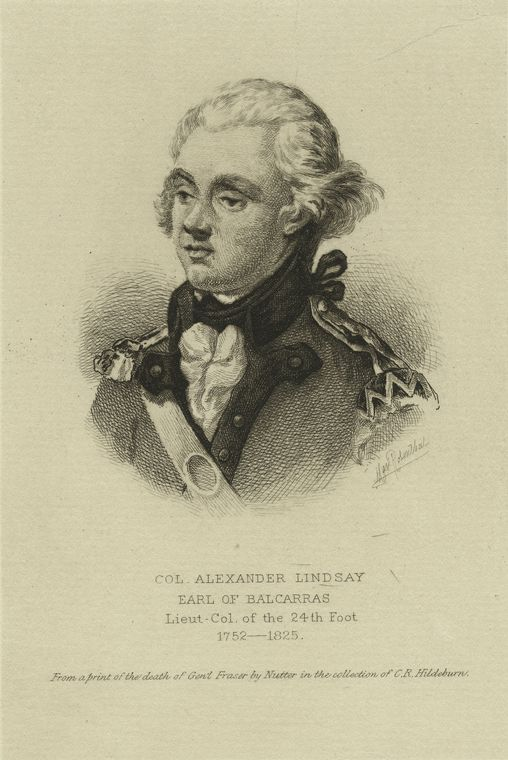
Alexander Lindsay, 6. Earl of Balcarres, ein Scottish Representative Peer zwischen 1784 und 1796 und 1802 und 1825.

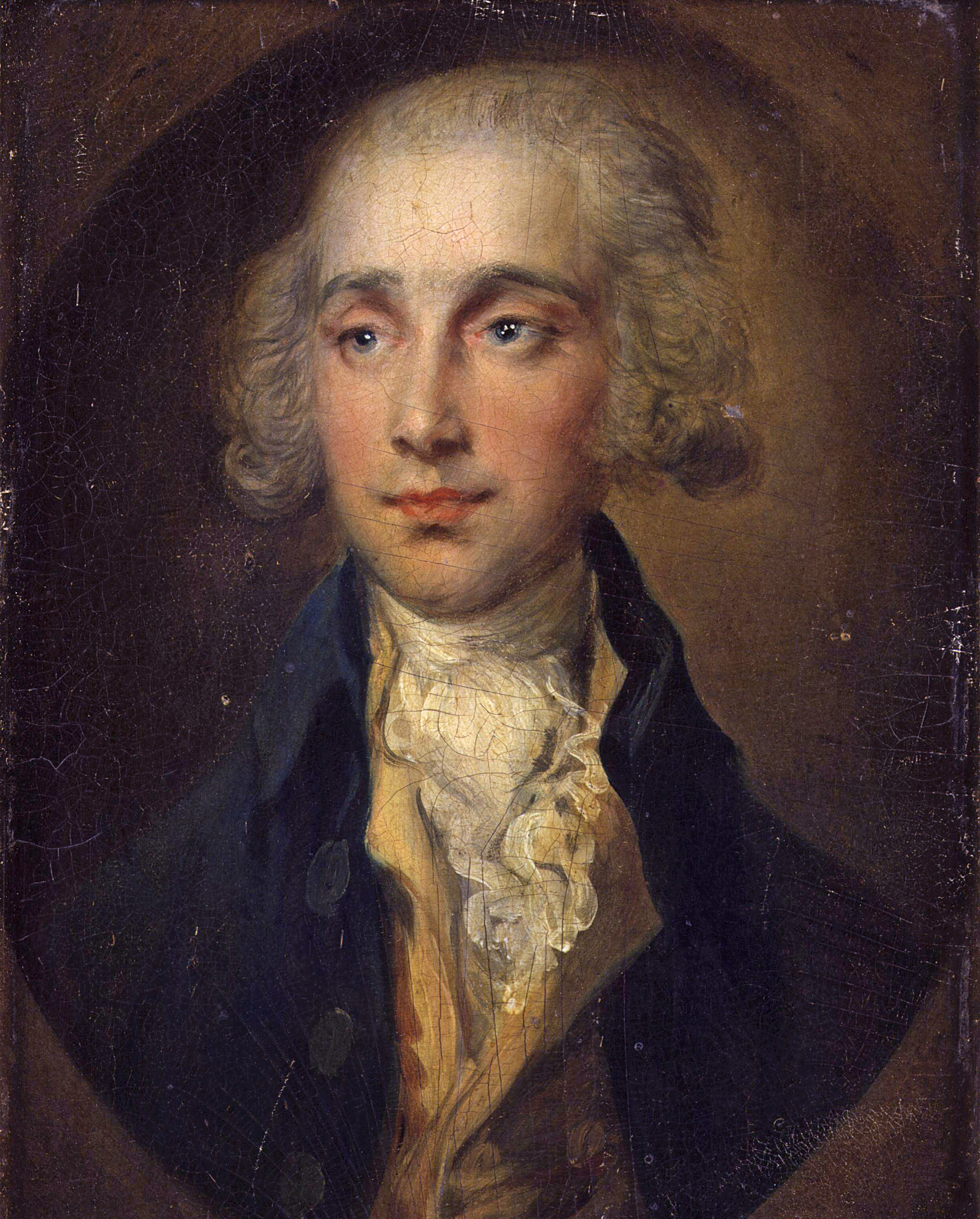
James Maitland, 8. Earl of Lauderdale, ein Scottish Representative Peer zwischen 1790 und 1796.

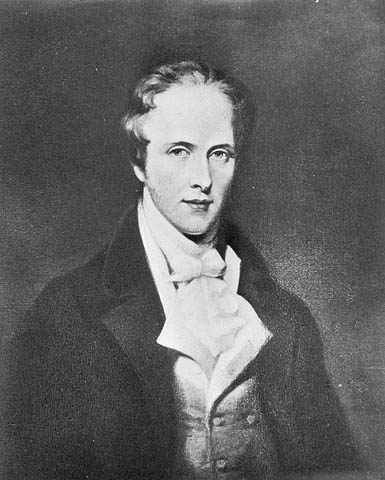
Thomas Douglas, 5. Earl of Selkirk, ein Scottish Representative Peer zwischen 1806 und 1818.

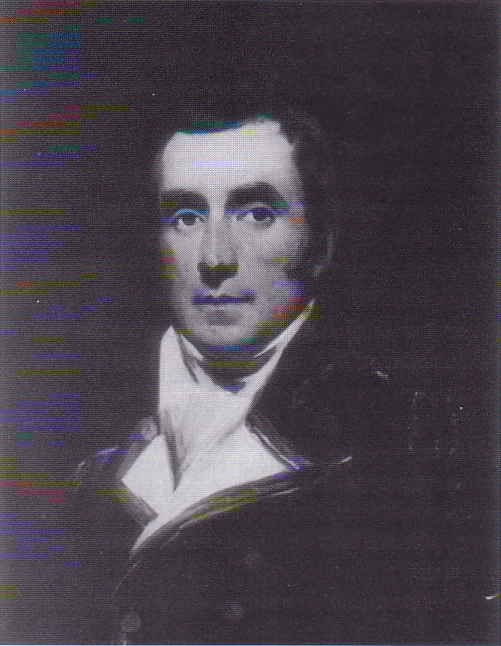
William Napier, 9. Lord Napier, ein Scottish Representative Peer zwischen 1824 und 1832.

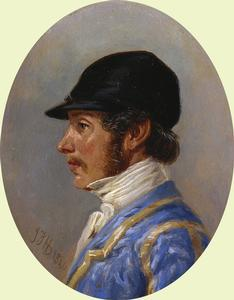
Thomas Lyon-Bowes, 12. Earl of Strathmore and Kinghorne, ein Scottish Representative Peer zwischen 1852 und 1865.

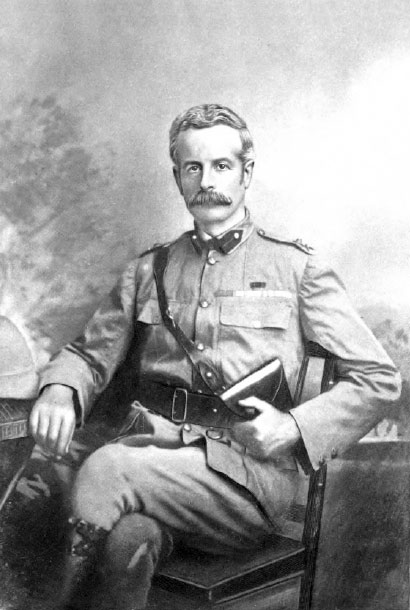
Der Douglas Cochrane, 12. Earl of Dundonald, ein Scottish Representative Peer zwischen 1886 und 1922.

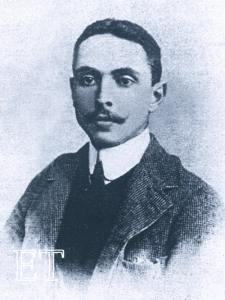
Norman Leslie19. Earl of Rothes, ein Scottish Representative Peer zwischen 1906 und 1923.

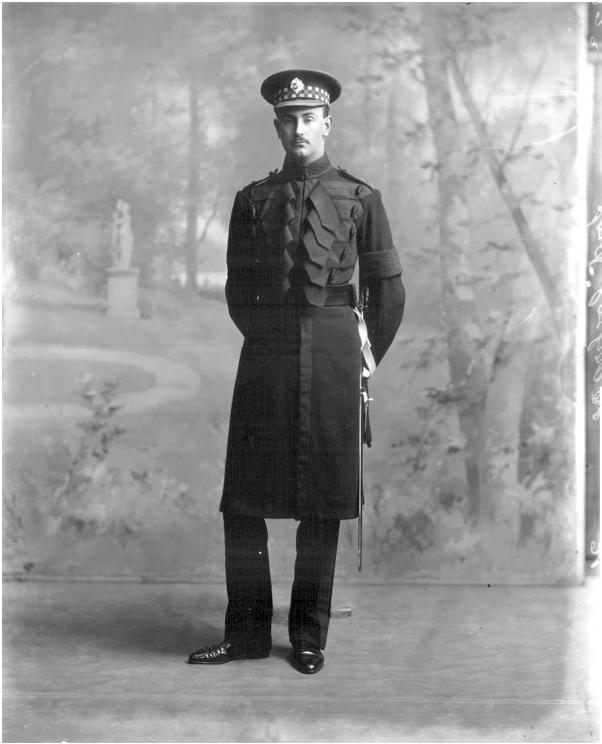
Thomas Cochrane, 13. Earl of Dundonald, ein Scottish Representative Peer zwischen 1941 und 1955.

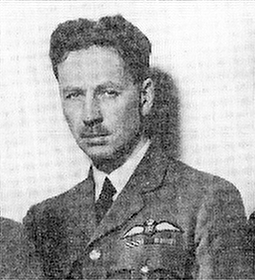
George Douglas-Hamilton, 10. Earl of Selkirk, ein Scottish Representative Peer zwischen 1945 und 1963.

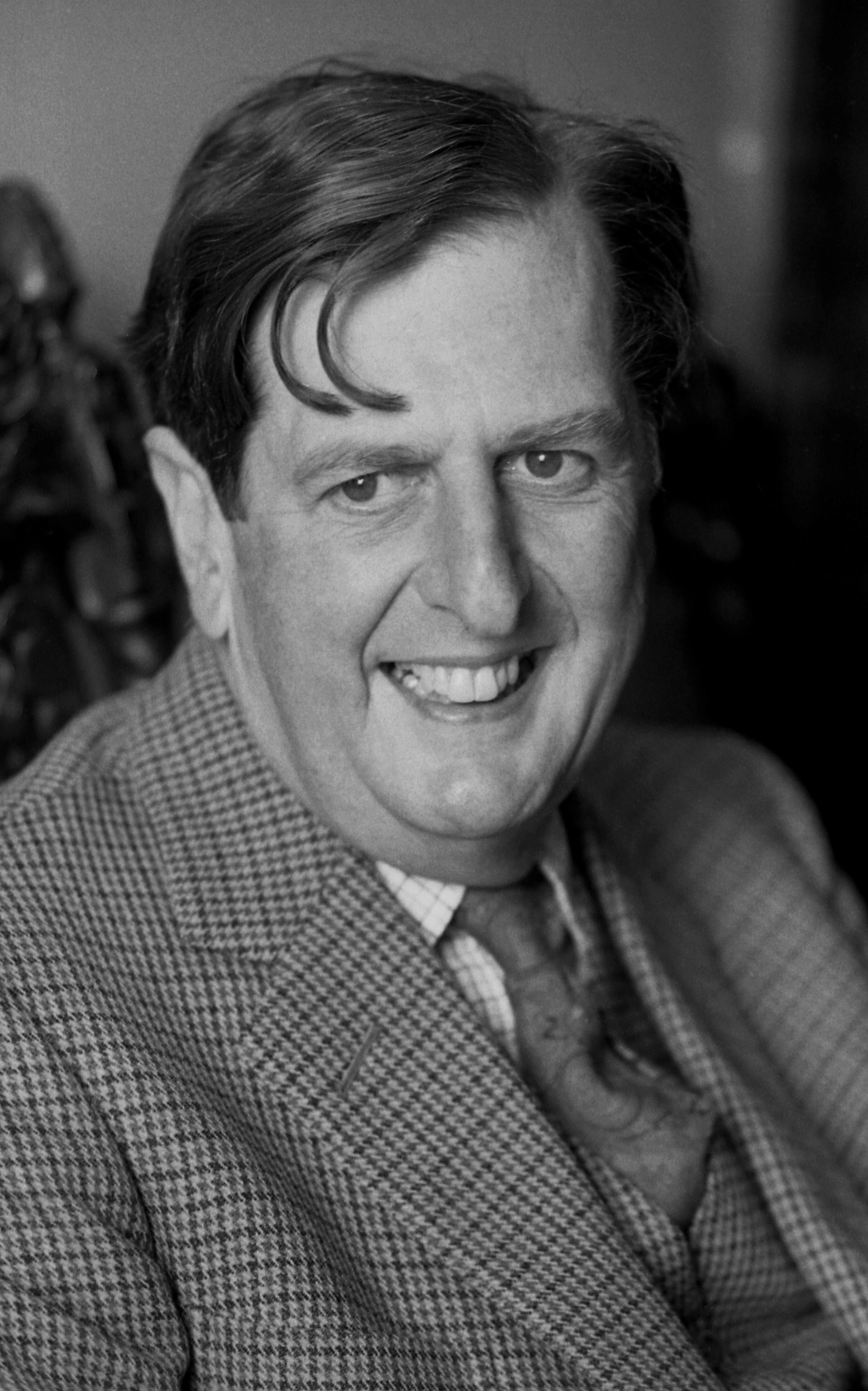
George Murray, 10. Duke of Atholl, ein Scottish Representative Peer zwischen 1958 und 1963.

Die Liste der schottischen Representative Peers verzeichnet die Representative Peers, die seit dem Act of Union 1707 für die Peerage of Scotland im britischen House of Lords (Oberhaus) saßen.
Mit dem Act of Union 1707, der die bisherigen Königreiche England und Schottland zum Königreich Großbritannien zusammenschloss, war das Parliament of Scotland, ein Einkammerparlament, in dem alle schottischen Peers einen Sitz hatten, aufgelöst worden. Zwischen 1707 und 1963 vertraten stattdessen 16 schottische Repräsentanten die Interessen der schottischen Peers im House of Lords. Nach jeder Auflösung des britischen Parlaments wurden die schottischen Vertreter, in Gegensatz zu ihren irischen Gegenparts, die ihren Sitz auf Lebenszeit hatten, neu gewählt. Alle englischen Peers sowie die nach 1707 ernannten Peers der Peerage of Great Britain bzw. ab 1800 ernannten Peers der Peerage of the United Kingdom automatisch einen Sitz innehatten. Nach dem Peerage Act 1963, der im August 1963 in Kraft trat, erhielten alle schottischen Peers das Recht auf einen Sitz im House of Lords. Mit dem House of Lords Act 1999 verloren mit zwei Ausnahmen alle Peers ihren automatischen Sitz, es verblieben lediglich 92 von allen Peers gewählte Mitglieder im Oberhaus.

## Liste der Scottish Representative Peers

### 1707–1749
| Representative Peer                               | Gewählt            | Beendet            |
| ------------------------------------------------- | ------------------ | ------------------ |
| John Lindsay, 19. Earl of Crawford                | 13. Februar 1707   | 21. September 1710 |
| David Boyle, 1. Earl of Glasgow                   | 13. Februar 1707   | 21. September 1710 |
| Archibald Campbell, 1. Earl of Ilay               | 13. Februar 1707   | 8. August 1713     |
| David Leslie, 5. Earl of Leven                    | 13. Februar 1707   | 21. September 1710 |
| William Kerr, 2. Marquess of Lothian              | 13. Februar 1707   | 3. Februar 1709    |
| Hugh Campbell, 3. Earl of Loudoun                 | 13. Februar 1707   | 20. November 1731  |
| John Erskine, 23. Earl of Mar                     | 13. Februar 1707   | 5. Januar 1715     |
| James Graham, 1. Duke of Montrose                 | 13. Februar 1707   | 21. September 1710 |
| James Douglas, 2. Duke of Queensberry             | 13. Februar 1707   | 15. April 1708     |
| Archibald Primrose, 1. Earl of Rosebery           | 13. Februar 1707   | 5. Januar 1715     |
| John Ker, 1. Duke of Roxburghe                    | 13. Februar 1707   | 21. September 1710 |
| James Ogilvy, 1. Earl of Seafield                 | 13. Februar 1707   | 21. September 1710 |
| John Dalrymple, 2. Earl of Stair                  | 13. Februar 1707   | 15. April 1708     |
| John Gordon, 16. Earl of Sutherland               | 13. Februar 1707   | 15. April 1708     |
| John Hay, 2. Marquess of Tweeddale                | 13. Februar 1707   | 15. April 1708     |
| David Wemyss, 4. Earl of Wemyss                   | 13. Februar 1707   | 21. September 1710 |
| James Hamilton, 4. Duke of Hamilton               | 17. Juni 1708      | 15. November 1712  |
| David Carnegie, 4. Earl of Northesk               | 17. Juni 1708      | 5. Januar 1715     |
| George Hamilton, 1. Earl of Orkney                | 17. Juni 1708      | 29. Januar 1737    |
| John Hamilton-Leslie, 9. Earl of Rothes           | 17. Juni 1708      | 21. September 1710 |
| William Johnstone, 1. Marquess of Annandale       | 3. Februar 1709    | 8. August 1713     |
| John Murray, 1. Duke of Atholl                    | 10. November 1710  | 5. Januar 1715     |
| John Elphinstone, 4. Lord Balmerino               | 10. November 1710  | 5. Januar 1715     |
| Walter Stuart, 6. Lord Blantyre                   | 10. November 1710  | 23. Juni 1713      |
| Alexander Montgomerie, 9. Earl of Eglinton        | 10. November 1710  | 5. Januar 1715     |
| Alexander Home, 7. Earl of Home                   | 10. November 1710  | 8. August 1713     |
| William Livingston, 3. Viscount of Kilsyth        | 10. November 1710  | 5. Januar 1715     |
| Thomas Hay, 7. Earl of Kinnoull                   | 10. November 1710  | 5. Januar 1715     |
| William Keith, 8. Earl Marischal                  | 10. November 1710  | 27. Mai 1712       |
| James Ogilvy, 1. Earl of Seafield                 | 14. August 1712    | 5. Januar 1715     |
| James Livingston, 5. Earl of Linlithgow           | 13. Januar 1713    | 8. Oktober 1713    |
| John Campbell, 1. Earl of Breadalbane and Holland | 8. Oktober 1713    | 5. Januar 1715     |
| John Cochrane, 4. Earl of Dundonald               | 8. Oktober 1713    | 5. Januar 1715     |
| John Murray, 2. Earl of Dunmore                   | 8. Oktober 1713    | 5. Januar 1715     |
| David Colyear, 1. Earl of Portmore                | 8. Oktober 1713    | 5. Januar 1715     |
| Charles Douglas, 2. Earl of Selkirk               | 8. Oktober 1713    | 5. Januar 1715     |
| William Johnstone, 1. Marquess of Annandale       | 3. März 1715       | 14. Januar 1721    |
| John Hamilton, 3. Lord Belhaven and Stenton       | 3. März 1715       | 27. November 1721  |
| David Erskine, 9. Earl of Buchan                  | 3. März 1715       | 17. April 1734     |
| James Stuart, 2. Earl of Bute                     | 3. März 1715       | 28. Januar 1723    |
| Henry Scott, 1. Earl of Deloraine                 | 3. März 1715       | 25. Dezember 1730  |
| Archibald Campbell, 1. Earl of Islay              | 3. März 1715       | 20. März 1761      |
| William Ross, 12. Lord Ross                       | 3. März 1715       | 10. März 1722      |
| John Dalrymple, 2. Earl of Stair                  | 3. März 1715       | 17. April 1734     |
| John Sutherland, 16. Earl of Sutherland           | 3. März 1715       | 27. Juni 1733      |
| Charles Hay, 3. Marquess of Tweeddale             | 3. März 1715       | 17. Dezember 1715  |
| Thomas Hamilton, 6. Earl of Haddington            | 28. Februar 1716   | 17. April 1734     |
| William Gordon, 2. Earl of Aberdeen               | 1. Juni 1721       | 5. August 1727     |
| Charles Hope, 1. Earl of Hopetoun                 | 21. April 1722     | 26. Februar 1742   |
| Charles Douglas, 2. Earl of Selkirk               | 21. April 1722     | 13. März 1739      |
| John Hay, 4. Marquess of Tweeddale                | 21. April 1722     | 17. April 1734     |
| James Ogilvy, 1. Earl of Seafield                 | 15. August 1722    | 19. August 1730    |
| John Leslie, 10. Earl of Rothes                   | 13. Juni 1723      | 17. April 1734     |
| John Murray, 2. Earl of Dunmore                   | 20. September 1727 | 18. April 1752     |
| Alexander Hume-Campbell, 2. Earl of Marchmont     | 20. September 1727 | 17. April 1734     |
| William Kerr, 3. Marquess of Lothian              | 19. Februar 1730   | 20. März 1761      |
| George Douglas, 13. Earl of Morton                | 17. November 1730  | 4. Januar 1738     |
| John Lindsay, 20. Earl of Crawford                | 28. Januar 1732    | 24. Dezember 1749  |
| James Murray, 2. Duke of Atholl                   | 21. September 1733 | 27. April 1741     |
| Alexander Lindsay, 4. Earl of Balcarres           | 4. Juni 1734       | 25. Juli 1736      |
| Francis Scott, 2. Duke of Buccleuch               | 4. Juni 1734       | 27. April 1741     |
| Charles Cathcart, 8. Lord Cathcart                | 4. Juni 1734       | 20. Dezember 1740  |
| James Ogilvy, 5. Earl of Findlater                | 4. Juni 1734       | 20. März 1761      |
| John Campbell, 4. Earl of Loudoun                 | 4. Juni 1734       | 27. April 1782     |
| Charles Colyear, 2. Earl of Portmore              | 4. Juni 1734       | 18. Juni 1747      |
| William Sutherland, 17. Earl of Sutherland        | 4. Juni 1734       | 18. Juni 1747      |
| John Campbell, 2. Earl of Breadalbane and Holland | 22. Oktober 1736   | 18. Juni 1747      |
| John Stuart, 3. Earl of Bute                      | 14. April 1737     | 27. April 1741     |
| John Carmichael, 3. Earl of Hyndford              | 14. März 1738      | 20. März 1761      |
| James Douglas, 14. Earl of Morton                 | 12. Mai 1739       | 12. Oktober 1768   |
| William Home, 8. Earl of Home                     | 13. Juni 1741      | 28. April 1761     |
| Charles Maitland, 6. Earl of Lauderdale           | 13. Juni 1741      | 15. Juli 1744      |
| James Stuart, 8. Earl of Moray                    | 13. Juni 1741      | 5. Juli 1767       |
| James Somerville, 13. Lord Somerville             | 13. Juni 1741      | 18. Juni 1747      |
| John Hay, 4. Marquess of Tweeddale                | 30. April 1742     | 9. Dezember 1762   |
| John Dalrymple, 2. Earl of Stair                  | 12. Oktober 1744   | 9. Mai 1747        |
| George Gordon, 3. Earl of Aberdeen                | 1. August 1747     | 20. März 1761      |
| Cosmo Gordon, 3. Duke of Gordon                   | 1. August 1747     | 5. August 1752     |
| James Maitland, 7. Earl of Lauderdale             | 1. August 1747     | 20. März 1761      |
| Alexander Leslie, 7. Earl of Leven                | 1. August 1747     | 8. April 1754      |
| John Leslie, 10. Earl of Rothes                   | 1. August 1747     | 10. Dezember 1767  |

### 1750–1799
| Representative Peer                                   | Gewählt            | Beendet            |
| ----------------------------------------------------- | ------------------ | ------------------ |
| Hugh Hume-Campbell, 3. Earl of Marchmont              | 15. März 1750      | 25. März 1784      |
| John Campbell, 3. Earl of Breadalbane and Holland     | 9. Juli 1752       | 11. März 1768      |
| Charles Cathcart, 9. Lord Cathcart                    | 16. November 1752  | 14. August 1776    |
| David Murray, 7. Viscount Stormont                    | 21. Mai 1754       | 20. Mai 1796       |
| James Hamilton, 8. Earl of Abercorn                   | 5. Mai 1761        | 14. Februar 1787   |
| John Campbell, 4. Duke of Argyll                      | 5. Mai 1761        | 9. November 1770   |
| John Stuart, 3. Earl of Bute                          | 5. Mai 1761        | 1. September 1780  |
| John Murray, 4. Earl of Dunmore                       | 5. Mai 1761        | 30. September 1774 |
| Alexander Montgomerie, 10. Earl of Eglinton           | 5. Mai 1761        | 24. Oktober 1769   |
| William Douglas, 3. Earl of March                     | 5. Mai 1761        | 14. Februar 1787   |
| John Carmichael, 3. Earl of Hyndford                  | 12. August 1761    | 19. Juli 1767      |
| William Sutherland, 18. Earl of Sutherland            | 8. März 1763       | 16. Juni 1766      |
| John Murray, 3. Duke of Atholl                        | 21. August 1766    | 5. November 1774   |
| Alexander Gordon, 4. Duke of Gordon                   | 1. Oktober 1767    | 25. März 1784      |
| John Bowes, 9. Earl of Strathmore and Kinghorne       | 1. Oktober 1767    | 7. März 1776       |
| Charles Ingram, 9. Viscount Irvine                    | 26. April 1768     | 27. Juni 1778      |
| Neil Primrose, 3. Earl of Rosebery                    | 26. April 1768     | 25. März 1784      |
| William Kerr, 4. Marquess of Lothian                  | 21. Dezember 1768  | 30. September 1774 |
| James Hay, 15. Earl of Erroll                         | 17. Januar 1770    | 30. September 1774 |
| John Dalrymple, 5. Earl of Stair                      | 2. Januar 1771     | 30. September 1774 |
| George Gordon, 3. Earl of Aberdeen                    | 15. November 1774  | 11. Juni 1790      |
| John Campbell, 3. Earl of Breadalbane and Holland     | 15. November 1774  | 1. September 1780  |
| Thomas Kennedy, 9. Earl of Cassilis                   | 15. November 1774  | 30. November 1775  |
| George Ramsay, 8. Earl of Dalhousie                   | 15. November 1774  | 15. November 1787  |
| John Stewart, 7. Earl of Galloway                     | 15. November 1774  | 11. Juni 1790      |
| John Murray, 4. Earl of Dunmore                       | 24. Januar 1776    | 11. Juni 1790      |
| Archibald Montgomerie, 11. Earl of Eglinton           | 13. Juni 1776      | 20. Mai 1796       |
| David Kennedy, 10. Earl of Cassilis                   | 14. November 1776  | 11. Juni 1790      |
| William Kerr, 5. Marquess of Lothian                  | 24. September 1778 | 11. Juni 1790      |
| John Murray, 4. Duke of Atholl                        | 17. Oktober 1780   | 25. März 1784      |
| James Cunningham, 13. Earl of Glencairn               | 17. Oktober 1780   | 25. März 1784      |
| James Maitland, 7. Earl of Lauderdale                 | 24. Juli 1782      | 25. März 1784      |
| Alexander Lindsay, 6. Earl of Balcarres               | 8. Mai 1784        | 20. Mai 1796       |
| John Campbell, 4. Earl of Breadalbane and Holland     | 8. Mai 1784        | 24. Oktober 1806   |
| John Elphinstone, 11. Lord Elphinstone                | 8. Mai 1784        | 19. August 1794    |
| James Hope-Johnstone, 3. Earl of Hopetoun             | 8. Mai 1784        | 11. Juni 1790      |
| Francis Stuart, 9. Earl of Moray                      | 8. Mai 1784        | 20. Mai 1796       |
| George Douglas, 16. Earl of Morton                    | 8. Mai 1784        | 11. Juni 1790      |
| George Kinnaird, 7. Lord Kinnaird                     | 28. März 1787      | 11. Juni 1790      |
| Dunbar Douglas, 4. Earl of Selkirk                    | 28. März 1787      | 11. Juni 1790      |
| William Cathcart, 10. Lord Cathcart                   | 10. Januar 1788    | 29. September 1812 |
| Patrick Macdonnell-Crichton, 6. Earl of Dumfries      | 24. Juli 1790      | 7. April 1803      |
| Thomas Bruce, 7. Earl of Elgin                        | 24. Juli 1790      | 29. April 1807     |
| George Boyle, 4. Earl of Glasgow                      | 24. Juli 1790      | 10. Juni 1818      |
| Archibald Erskine, 7. Earl of Kellie                  | 24. Juli 1790      | 20. Mai 1796       |
| James Maitland, 8. Earl of Lauderdale                 | 24. Juli 1790      | 20. Mai 1796       |
| James Sandilands, 9. Lord Torphichen                  | 24. Juli 1790      | 29. Juni 1802      |
| Dunbar Douglas, 4. Earl of Selkirk                    | 10. Juni 1793      | 20. Mai 1796       |
| John Dalrymple, 6. Earl of Stair                      | 10. Juni 1793      | 29. April 1807     |
| James Somerville, 14. Lord Somerville                 | 7. August 1793     | 16. April 1796     |
| James Hope-Johnstone, 3. Earl of Hopetoun             | 23. Oktober 1794   | 20. Mai 1796       |
| George Gordon, 5. Earl of Aboyne                      | 30. Juni 1796      | 24. Oktober 1806   |
| Archibald Kennedy, 12. Earl of Cassilis               | 30. Juni 1796      | 24. Oktober 1806   |
| George Ramsay, 9. Earl of Dalhousie                   | 30. Juni 1796      | 24. Oktober 1806   |
| George Hay, 16. Earl of Erroll                        | 30. Juni 1796      | 14. Juni 1798      |
| Francis Napier, 8. Lord Napier                        | 30. Juni 1796      | 24. Oktober 1806   |
| William Carnegie, 7. Earl of Northesk                 | 30. Juni 1796      | 29. April 1807     |
| John Somerville, 15. Lord Somerville                  | 30. Juni 1796      | 29. April 1807     |
| John Lyon-Bowes, 10. Earl of Strathmore and Kinghorne | 30. Juni 1796      | 24. Oktober 1806   |
| George Hay, 7. Marquess of Tweeddale                  | 30. Juni 1796      | 9. August 1804     |
| Hugh Montgomerie, 12. Earl of Eglinton                | 15. August 1798    | 24. Oktober 1806   |

### 1800–1849
| Representative Peer                                   | Gewählt           | Beendet            |
| ----------------------------------------------------- | ----------------- | ------------------ |
| Alexander Lindsay, 6. Earl of Balcarres               | 10. August 1802   | 27. März 1825      |
| John Elphinstone, 11. Lord Elphinstone                | 16. Juni 1803     | 29. April 1807     |
| Thomas Erskine, 9. Earl of Kellie                     | 14. November 1804 | 24. Oktober 1806   |
| George Hamilton-Gordon, 4. Earl of Aberdeen           | 4. Dezember 1806  | 10. Juni 1818      |
| Robert Stuart, 11. Lord Blantyre                      | 4. Dezember 1806  | 29. April 1807     |
| William Hay, 17. Earl of Erroll                       | 4. Dezember 1806  | 29. April 1807     |
| James Forbes, 18. Lord Forbes                         | 4. Dezember 1806  | 4. Mai 1843        |
| Charles Kinnaird, 8. Lord Kinnaird                    | 4. Dezember 1806  | 29. April 1807     |
| Alexander Leslie-Melville, 9. Earl of Leven           | 4. Dezember 1806  | 29. April 1807     |
| Eric Mackay, 7. Lord Reay                             | 4. Dezember 1806  | 29. April 1807     |
| Thomas Douglas, 5. Earl of Selkirk                    | 4. Dezember 1806  | 10. Juni 1818      |
| George Gordon, 5. Earl of Aboyne                      | 9. Juni 1807      | 10. Juni 1818      |
| James Sinclair, 12. Earl of Caithness                 | 9. Juni 1807      | 10. Juni 1818      |
| George Ramsay, 9. Earl of Dalhousie                   | 9. Juni 1807      | 10. Juni 1818      |
| Charles Hamilton, 8. Earl of Haddington               | 9. Juni 1807      | 29. September 1812 |
| Alexander Home, 10. Earl of Home                      | 9. Juni 1807      | 23. Juni 1841      |
| Thomas Erskine, 9. Earl of Kellie                     | 9. Juni 1807      | 6. Februar 1828    |
| Francis Napier, 8. Lord Napier                        | 9. Juni 1807      | 1. August 1823     |
| Alexander Fraser, 17. Lord Saltoun                    | 9. Juni 1807      | 18. August 1853    |
| Charles St Clair, 13. Lord Sinclair                   | 9. Juni 1807      | 23. April 1831     |
| John Lyon-Bowes, 10. Earl of Strathmore and Kinghorne | 9. Juni 1807      | 29. September 1812 |
| Francis Gray, 14. Lord Gray                           | 13. November 1812 | 23. Juni 1841      |
| Charles Douglas, 6. Marquess of Queensberry           | 13. November 1812 | 3. Dezember 1832   |
| George Leslie, 13. Earl of Rothes                     | 13. November 1812 | 11. Februar 1817   |
| William Kerr, 6. Marquess of Lothian                  | 17. April 1817    | 27. April 1824     |
| John Arbuthnott, 8. Viscount of Arbuthnott            | 24. Juli 1818     | 29. Februar 1820   |
| John Colville, 9. Lord Colville of Culross            | 24. Juli 1818     | 22. Oktober 1849   |
| William Hay, 17. Earl of Erroll                       | 24. Juli 1818     | 26. Januar 1819    |
| Archibald Primrose, 4. Earl of Rosebery               | 24. Juli 1818     | 24. Juli 1830      |
| James Innes-Ker, 5. Duke of Roxburghe                 | 24. Juli 1818     | 29. Februar 1820   |
| George Hay, 8. Marquess of Tweeddale                  | 24. Juli 1818     | 10. Oktober 1876   |
| Robert Hamilton, 8. Lord Belhaven and Stenton         | 18. März 1819     | 3. Dezember 1832   |
| Thomas Bruce, 7. Earl of Elgin                        | 11. April 1820    | 14. November 1841  |
| John Dalrymple, 6. Earl of Stair                      | 11. April 1820    | 1. Juni 1821       |
| John Arbuthnott, 8. Viscount of Arbuthnott            | 2. August 1821    | 23. Juli 1847      |
| William Hay, 18. Earl of Erroll                       | 2. Oktober 1823   | 23. April 1831     |
| William Napier, 9. Lord Napier                        | 8. Juli 1824      | 3. Dezember 1832   |
| James Drummond, 6. Viscount Strathallan               | 2. Juni 1825      | 14. Mai 1851       |
| George Douglas, 17. Earl of Morton                    | 10. April 1828    | 31. März 1858      |
| William Carnegie, 7. Earl of Northesk                 | 2. September 1830 | 23. April 1831     |
| Lucius Cary, 10. Viscount Falkland                    | 3. Juni 1831      | 3. Dezember 1832   |
| David Leslie-Melville, 10. Earl of Leven              | 3. Juni 1831      | 8. Oktober 1860    |
| Dunbar Douglas, 6. Earl of Selkirk                    | 3. Juni 1831      | 11. April 1885     |
| David Ogilvy, 9. Earl of Airlie                       | 14. Januar 1833   | 20. August 1849    |
| John Elphinstone, 13. Lord Elphinstone                | 14. Januar 1833   | 29. Dezember 1834  |
| Thomas FitzMaurice, 5. Earl of Orkney                 | 14. Januar 1833   | 26. Januar 1874    |
| Charles St Clair, 13. Lord Sinclair                   | 14. Januar 1833   | 23. April 1859     |
| Eric Mackay, 7. Lord Reay                             | 10. Februar 1835  | 8. Juli 1847       |
| John Rollo, 8. Lord Rollo                             | 5. August 1841    | 24. Dezember 1846  |
| Francis Ogilvy-Grant, 6. Earl of Seafield             | 5. August 1841    | 30. Juli 1853      |
| Cospatrick Home, 11. Earl of Home                     | 19. Januar 1842   | 26. Januar 1874    |
| Henry Hepburne-Scott, 7. Lord Polwarth                | 19. Juli 1843     | 16. August 1867    |
| John Gray, 15. Lord Gray                              | 17. März 1847     | 31. Januar 1867    |
| John Elphinstone, 13. Lord Elphinstone                | 8. September 1847 | 23. April 1859     |
| William Rollo, 9. Lord Rollo                          | 8. September 1847 | 1. Juli 1852       |

### 1850–1899
| Representative Peer                                     | Gewählt           | Beendet            |
| ------------------------------------------------------- | ----------------- | ------------------ |
| David Ogilvy, 10. Earl of Airlie                        | 13. März 1850     | 25. September 1881 |
| Charles Stuart, 12. Lord Blantyre                       | 13. März 1850     | 28. Juni 1892      |
| Charles Colville, 10. Lord Colville of Culross          | 6. August 1851    | 18. November 1885  |
| Thomas Lyon-Bowes, 12. Earl of Strathmore and Kinghorne | 15. Juli 1852     | 6. Juli 1865       |
| William Drummond, 7. Viscount Strathallan               | 7. September 1853 | 23. Januar 1886    |
| John Ogilvy-Grant, 7. Earl of Seafield                  | 16. November 1853 | 23. April 1859     |
| James Sinclair, 14. Earl of Caithness                   | 29. Juni 1858     | 11. November 1868  |
| George Baillie-Hamilton, 10. Earl of Haddington         | 10. Mai 1859      | 25. Juni 1870      |
| Sholto Douglas, 18. Earl of Morton                      | 10. Mai 1859      | 24. Dezember 1884  |
| Alexander Fraser, 18. Lord Saltoun                      | 10. Mai 1859      | 1. Februar 1886    |
| John Rollo, 10. Lord Rollo                              | 15. November 1860 | 11. November 1868  |
| John Leslie-Melville, 11. Earl of Leven                 | 28. Juli 1865     | 16. September 1876 |
| Thomas Maitland, 11. Earl of Lauderdale                 | 21. März 1867     | 1. September 1878  |
| William Elphinstone, 15. Lord Elphinstone               | 27. November 1867 | 18. November 1885  |
| James St Clair, 14. Lord Sinclair                       | 3. Dezember 1868  | 24. Oktober 1880   |
| Walter Erskine, 10. Earl of Mar                         | 7. Juli 1869      | 17. Januar 1872    |
| Claude Bowes-Lyon, 13. Earl of Strathmore and Kinghorne | 4. August 1870    | 28. Juni 1892      |
| John Douglas, 9. Marquess of Queensberry                | 7. März 1872      | 24. März 1880      |
| Horace Forbes, 20. Lord Forbes                          | 18. Februar 1874  | 8. Januar 1906     |
| George Baillie-Hamilton, 11. Earl of Haddington         | 18. Februar 1874  | 11. Juni 1917      |
| Alexander Bruce, 6. Lord Balfour of Burleigh            | 22. Dezember 1876 | 6. Juli 1921       |
| Walter Erskine, 11. Earl of Mar                         | 22. Dezember 1876 | 16. September 1888 |
| Thomas Cochrane, 11. Earl of Dundonald                  | 11. März 1879     | 15. Januar 1885    |
| Cunninghame Borthwick, 19. Lord Borthwick               | 16. April 1880    | 24. Dezember 1885  |
| Alexander Leslie-Melville, 12. Earl of Leven            | 16. April 1880    | 22. Oktober 1889   |
| Walter Hepburne-Scott, 8. Lord Polwarth                 | 11. Januar 1882   | 25. September 1900 |
| George Carnegie, 9. Earl of Northesk                    | 17. Februar 1885  | 9. September 1891  |
| George FitzMaurice, 6. Earl of Orkney                   | 17. Februar 1885  | 21. Oktober 1889   |
| John Lindsay, 10. Earl of Lindsay                       | 10. Juni 1885     | 12. Mai 1894       |
| David Ogilvy, 11. Earl of Airlie                        | 10. Dezember 1885 | 11. Juni 1900      |
| Charles St Clair, 15. Lord Sinclair                     | 10. Dezember 1885 | 25. April 1922     |
| Douglas Cochrane, 12. Earl of Dundonald                 | 4. Februar 1886   | 26. Oktober 1922   |
| John Erskine, 27. Earl of Mar                           | 25. März 1886     | 26. Oktober 1922   |
| Sholto Douglas, 19. Earl of Morton                      | 25. März 1886     | 8. Oktober 1935    |
| Frederick Maitland, 13. Earl of Lauderdale              | 10. Januar 1889   | 25. November 1918  |
| Alexander Fraser, 19. Lord Saltoun                      | 6. Januar 1890    | 19. Juni 1933      |
| James Drummond, 10. Viscount Strathallan                | 6. Januar 1890    | 5. Dezember 1893   |
| Ronald Leslie-Melville, 13. Earl of Leven               | 10. Dezember 1891 | 21. August 1906    |
| Robert Dalzell, 11. Earl of Carnwath                    | 14. Juli 1892     | 8. März 1910       |
| Walter Erskine, 12. Earl of Mar                         | 14. Juli 1892     | 3. Februar 1950    |
| Byron Cary, 12. Viscount Falkland                       | 18. Juli 1894     | 10. Januar 1922    |
| James Sandilands, 12. Lord Torphichen                   | 18. Juli 1894     | 10. Januar 1910    |

### 1900–1949
| Representative Peer                                  | Gewählt           | Beendet            |
| ---------------------------------------------------- | ----------------- | ------------------ |
| Alexander Hamilton, 10. Lord Belhaven and Stenton    | 5. Oktober 1900   | 31. Oktober 1920   |
| David Carnegie, 10. Earl of Northesk                 | 5. Oktober 1900   | 5. Dezember 1921   |
| Archibald Borthwick, 20. Lord Borthwick              | 30. Januar 1906   | 4. Oktober 1910    |
| Norman Leslie, 19. Earl of Rothes                    | 8. November 1906  | 16. November 1923  |
| John Forbes-Sempill, 18. Lord Sempill                | 28. Januar 1910   | 28. Februar 1934   |
| John Leslie-Melville, 14. Earl of Leven              | 15. Dezember 1910 | 11. Juni 1913      |
| James Sandilands, 12. Lord Torphichen                | 15. Dezember 1910 | 20. Juli 1915      |
| Atholl Forbes, 22. Lord Forbes                       | 10. Oktober 1917  | 9. Oktober 1924    |
| Reginald Lindsay, 12. Earl of Lindsay                | 10. Oktober 1917  | 14. Januar 1939    |
| Albert Fairfax, 12. Lord Fairfax of Cameron          | 19. Oktober 1917  | 4. Oktober 1939    |
| Norman Sinclair, 18. Earl of Caithness               | 20. Dezember 1918 | 10. Mai 1929       |
| David Ogilvy, 12. Earl of Airlie                     | 13. Januar 1922   | 31. Juli 1963      |
| Robert Hamilton-Udny, 11. Lord Belhaven and Stenton  | 13. Januar 1922   | 15. Juni 1945      |
| Archibald Leslie-Melville, 15. Earl of Leven         | 13. Januar 1922   | 15. Januar 1947    |
| George Bruce, 7. Lord Balfour of Burleigh            | 16. November 1922 | 31. Juli 1963      |
| Lucius Cary, 13. Viscount Falkland                   | 16. November 1922 | 7. Oktober 1931    |
| George Baillie-Hamilton, 12. Earl of Haddington      | 16. November 1922 | 31. Juli 1963      |
| Francis Douglas, 11. Marquess of Queensberry         | 16. November 1922 | 10. Mai 1929       |
| Archibald St Clair, 16. Lord Sinclair                | 10. Dezember 1923 | 25. November 1957  |
| Charles Campbell, 9. Earl of Breadalbane and Holland | 3. November 1924  | 5. Mai 1959        |
| Frederick Maitland, 14. Earl of Lauderdale           | 31. Mai 1929      | 14. September 1931 |
| Walter Hepburne-Scott, 9. Lord Polwarth              | 31. Mai 1929      | 24. August 1944    |
| Ian Maitland, 15. Earl of Lauderdale                 | 29. Oktober 1931  | 15. Juni 1945      |
| Malcolm Dyer-Edwardes Leslie, 20. Earl of Rothes     | 29. Oktober 1931  | 18. September 1959 |
| Arthur Dalzell, 13. Earl of Carnwath                 | 15. November 1935 | 9. März 1941       |
| Alexander Fraser, 20. Lord Saltoun                   | 15. November 1935 | 31. Juli 1963      |
| William Forbes-Sempill, 19. Lord Sempill             | 15. November 1935 | 31. Juli 1963      |
| Thomas Cochrane, 13. Earl of Dundonald               | 8. Januar 1941    | 6. Mai 1955        |
| Eric Drummond, 7. Earl of Perth                      | 8. Januar 1941    | 15. Dezember 1951  |
| John Arbuthnott, 14. Viscount of Arbuthnott          | 6. Juli 1945      | 6. Mai 1955        |
| Thomas Fairfax, 13. Lord Fairfax of Cameron          | 6. Juli 1945      | 31. Juli 1963      |
| Henry Hepburne-Scott, 10. Lord Polwarth              | 6. Juli 1945      | 31. Juli 1963      |
| George Douglas-Hamilton, 10. Earl of Selkirk         | 6. Juli 1945      | 31. Juli 1963      |
| William Lindesay-Bethune, 14. Earl of Lindsay        | 1. Juli 1947      | 18. September 1959 |

### 1950–1963
| Representative Peer                   | Gewählt          | Beendet            |
| ------------------------------------- | ---------------- | ------------------ |
| James Sinclair, 19. Earl of Caithness | 21. Februar 1950 | 31. Juli 1963      |
| John Drummond, 8. Earl of Perth       | 2. April 1952    | 31. Juli 1963      |
| Nigel Forbes, 22. Lord Forbes         | 23. Mai 1955     | 31. Juli 1963      |
| Aeneas Mackay, 13. Lord Reay          | 23. Mai 1955     | 18. September 1959 |
| George Murray, 10. Duke of Atholl     | 1. Oktober 1958  | 31. Juli 1963      |
| Ian Cochrane, 14. Earl of Dundonald   | 6. Oktober 1959  | 31. Juli 1963      |
| John Erskine, 13. Earl of Mar         | 6. Oktober 1959  | 31. Juli 1963      |
| David Carnegie, 11. Earl of Northesk  | 6. Oktober 1959  | 31. Juli 1963      |
| Charles St Clair, 17. Lord Sinclair   | 6. Oktober 1959  | 31. Juli 1963      |

## Representative Peers, die aufgrund eines britischen Titels im House of Lords saßen

### Seit demAct of Union 1707
| Nummer | Peer                                  | Gewählt | Beendet | Titel                         | Geschaffen         | Anmerkung                        |
| ------ | ------------------------------------- | ------- | ------- | ----------------------------- | ------------------ | -------------------------------- |
| 1      | James Douglas, 2. Duke of Queensberry |         |         | Duke of Dover                 | 26. Mai 1708       | Der britische Titel erlosch 1778 |
| 2      | James Hamilton, 4. Duke of Hamilton   |         |         | Duke of Brandon               | 10. September 1711 | Beide Titel existieren noch      |
| 3      | Alexander Gordon, 4. Duke of Gordon   |         |         | Earl of Norwich               | 2. Juli 1784       | Beide Titel sind erloschen.      |
| 4      | John Murray, 4. Duke of Atholl        |         |         | Earl Strange                  | 18. August 1786    | Der britische Titel erlosch 1957 |
| 5      | James Hamilton, 8. Earl of Abercorn   |         |         | Viscount Hamilton             | 8. August 1786     | Beide Titel existieren noch      |
| 6      | George Douglas, 16. Earl of Morton    |         |         | Baron Douglas of Lochleven    | 11. August 1791    | Der britische Titel erlosch 1827 |
| 7      | Francis Stuart, 9. Earl of Moray      |         |         | Baron Stuart of Castle Stuart | 4. Juni 1796       | Beide Titel existieren noch      |
| 8      | John Stewart, 7. Earl of Galloway     |         |         | Baron Stewart of Garlies      | 6. Juni 1796       | Beide Titel existieren noch      |

### Seit demAct of Union 1801
| Nummer | Peer                                                    | Gewählt           | Beendet            | Titel                           | Geschaffen         | Anmerkung                                                                                      |
| ------ | ------------------------------------------------------- | ----------------- | ------------------ | ------------------------------- | ------------------ | ---------------------------------------------------------------------------------------------- |
| 1      | Hugh Montgomerie, 12. Earl of Eglinton                  | 15. August 1798   | 24. Oktober 1806   | Baron Ardrossan                 | 21. Februar 1806   | Beide Titel existieren noch                                                                    |
| 2      | James Maitland, 8. Earl of Lauderdale                   | 24. Juli 1790     | 20. Mai 1796       | Baron Lauderdale of Thirlestane | 22. Februar 1806   | Der Titel aus der Peerage of United Kingdom erlosch 1863                                       |
| 3      | John Campbell, 4. Earl of Breadalbane and Holland       | 8. Mai 1784       | 24. Oktober 1806   | Baron Breadalbane               | 13. November 1806  | Der schottische Titel ruht im Moment. Der Titel aus der Peerage of United Kingdom erlosch 1862 |
| 4      | William Cathcart, 10. Lord Cathcart                     | 10. Januar 1788   | 29. September 1812 | Viscount Cathcart               | 9. November 1807   | Beide Titel existieren noch                                                                    |
| 5      | James Hope-Johnstone, 3. Earl of Hopetoun               | 8. Mai 1784       | 11. Juni 1790      | Baron Hopetoun                  | 3. November 1809   | Beide Titel existieren noch                                                                    |
| 5      | James Hope-Johnstone, 3. Earl of Hopetoun               | 23. Oktober 1794  | 20. Mai 1796       | Baron Hopetoun                  | 3. November 1809   | Beide Titel existieren noch                                                                    |
| 6      | George Hamilton-Gordon, 4. Earl of Aberdeen             | 4. Dezember 1806  | 10. Juni 1818      | Viscount Gordon                 | 16. Juli 1814      | Beide Titel existieren noch                                                                    |
| 7      | John Bowes, 10. Earl of Strathmore and Kinghorne        | 30. Juni 1796     | 24. Oktober 1806   | Baron Bowes                     | 7. August 1815     | Der Titel aus der Peerage of United Kingdom erlosch 1820                                       |
| 7      | John Bowes, 10. Earl of Strathmore and Kinghorne        | 9. Juni 1807      | 29. September 1812 | Baron Bowes                     | 7. August 1815     | Der Titel aus der Peerage of United Kingdom erlosch 1820                                       |
| 8      | George Ramsay, 9. Earl of Dalhousie                     | 30. Juni 1796     | 24. Oktober 1806   | Baron Dalhousie                 | 11. August 1815    | Der Titel aus der Peerage of United Kingdom erlosch 1860                                       |
| 8      | George Ramsay, 9. Earl of Dalhousie                     | 9. Juni 1807      | 10. Juni 1818      | Baron Dalhousie                 | 11. August 1815    | Der Titel aus der Peerage of United Kingdom erlosch 1860                                       |
| 9      | George Gordon, 5. Earl of Aboyne                        | 30. Juni 1796     | 24. Oktober 1806   | Baron Meldrum                   | 11. August 1815    | Beide Titel existieren noch                                                                    |
| 9      | George Gordon, 5. Earl of Aboyne                        | 9. Juni 1807      | 10. Juni 1818      | Baron Meldrum                   | 11. August 1815    | Beide Titel existieren noch                                                                    |
| 10     | George Boyle, 4. Earl of Glasgow                        | 24. Juli 1790     | 10. Juni 1818      | Baron Ross                      | 11. August 1815    | Der Titel aus der Peerage of United Kingdom erlosch 1890                                       |
| 11     | William Kerr, 6. Marquess of Lothian                    | 17. April 1817    | 27. April 1824     | Baron Ker of Kersehugh          | 17. Juli 1821      | Beide Titel existieren noch                                                                    |
| 12     | Archibald Primrose, 4. Earl of Rosebery                 | 24. Juli 1818     | 24. Juli 1830      | Baron Rosebery                  | 26. Januar 1828    | Beide Titel existieren noch                                                                    |
| 13     | William Hay, 18. Earl of Erroll                         | 2. Oktober 1823   | 23. April 1831     | Baron Kilmarnock                | 17. Juni 1831      | Beide Titel existieren noch                                                                    |
| 14     | Robert Hamilton, 8. Lord Belhaven and Stenton           | 18. März 1819     | 3. Dezember 1832   | Baron Hamilton of Wishaw        | 10. September 1831 | Der Titel aus der Peerage of United Kingdom erlosch 1868                                       |
| 15     | Lucius Cary, 10. Viscount Falkland                      | 3. Juni 1831      | 3. Dezember 1832   | Baron Hunsdon                   | 15. Mai 1832       | Der Titel aus der Peerage of United Kingdom erlosch 1884                                       |
| 16     | Charles Douglas, 6. Marquess of Queensberry             | 13. November 1812 | 3. Dezember 1832   | Baron Solway                    | 7. Juni 1833       | Der Titel aus der Peerage of United Kingdom erlosch 1837                                       |
| 17     | John Ogilvy-Grant, 7. Earl of Seafield                  | 16. November 1853 | 23. April 1859     | Baron Strathspey                | 14. August 1858    | Der Titel aus der Peerage of United Kingdom erlosch 1884                                       |
| 18     | John Elphinstone, 13. Lord Elphinstone                  | 14. Januar 1833   | 29. Dezember 1834  | Baron Elphinstone               | 21. Mai 1859       | Der Titel aus der Peerage of United Kingdom erlosch 1860                                       |
| 18     | John Elphinstone, 13. Lord Elphinstone                  | 8. September 1847 | 23. April 1859     | Baron Elphinstone               | 21. Mai 1859       | Der Titel aus der Peerage of United Kingdom erlosch 1860                                       |
| 19     | James Sinclair, 14. Earl of Caithness                   | 29. Juni 1858     | 11. November 1868  | Baron Barrogill                 | 1. Mai 1866        | Der Titel aus der Peerage of United Kingdom erlosch 1889                                       |
| 20     | John Rollo, 10. Lord Rollo                              | 15. November 1860 | 11. November 1868  | Baron Dunning                   | 29. Juni 1869      | Beide Titel existieren noch                                                                    |
| 21     | Cospatrick Douglas-Home, 11. Earl of Home               | 19. Januar 1842   | 26. Januar 1874    | Baron Douglas of Douglas        | 11. Juni 1875      | Beide Titel existieren noch                                                                    |
| 22     | William Elphinstone, 15. Lord Elphinstone               | 27. November 1867 | 18. November 1885  | Baron Elphinstone               | 30. Dezember 1885  | Beide Titel existieren noch                                                                    |
| 23     | Charles Colville, 10. Lord Colville of Culross          | 6. August 1851    | 18. November 1885  | Baron Colville of Culross       | 31. Dezember 1885  | Beide Titel existieren noch                                                                    |
| 24     | Claude Bowes-Lyon, 13. Earl of Strathmore and Kinghorne | 4. August 1870    | 28. Juni 1892      | Baron Bowes                     | 1. Juli 1887       | Beide Titel existieren noch                                                                    |